# Vakna
"Vakna" är en låt av den svenska reggaegruppen Svenska Akademien från 2007. Den finns med på bandets studioalbum Gör det ändå! (2007), men utgavs också som singel samma år.

## Låtlista
1. "Vakna" - 3:31
2. "Inuti" - 3:41

## Listplaceringar
| Lista (2007) | Topplacering |
| ------------ | ------------ |
| Sverige      | 12           |

### Fotnoter
1. ↑  ”Vakna”. Discogs.com. http://www.discogs.com/Svenska-Akademien-Vakna/release/1170884. Läst 5 maj 2012.
2. ↑  Placeringar på den svenska singellistan